# Typhon Maemi
Le typhon Maemi, connu aux Philippines sous le nom de typhon Pogi, est le cyclone tropical le plus puissant à frapper la Corée du Sud depuis le début de la tenue de registres dans le pays en 1904. Maemi s'est formé le 4 septembre 2003 à partir d'une perturbation dans le creux de mousson sur l'océan Pacifique occidental. Il s'est lentement intensifié en tempête tropicale Maemi tout en se déplaçant vers le nord-ouest, devenant un typhon le 8 septembre. Ce jour-là, des conditions favorables ont facilité un renforcement plus rapide et la tempête a développé un œil bien défini ainsi qu'un maximum de vents soutenus de 195 km/h sur 10 minutes.
Alors qu'elle était proche du pic d'intensité, Maemi a décéléré et a commencé à virer au nord-nord-est. Peu de temps après, le mur de l'œil est passé au-dessus de l'île japonaise de Miyakojima le 10 septembre et a produit une pression atmosphérique de 912 hPa, la quatrième plus basse enregistrée dans le pays. En raison des eaux chaudes, Maemi a pu maintenir une grande partie de son intensité avant de toucher terre juste à l'ouest de Busan, en Corée du Sud, le 12 septembre. Le typhon est devenu extratropical dans la mer du Japon le lendemain, bien que ses restes aient persisté pendant plusieurs jours, fouettant le nord du Japon avec des vents forts.
Maemi a causé de gros dégâts aux îles Ryukyu et en Corée du Sud. Au Japon, Maemi a tué trois personnes et en a blessé plus de 100. En particulier, les dégâts sur Miyakojima étaient importants. En Corée du Sud, plus de 100 personnes sont décédées ou portées disparues.